# Волинець Данило Анатолійович
Дани́ло Анатолійович Волинець (нар. 4 травня 2002, Житомир, Україна) — український футболіст, нападник друголігового клубу «Звягель».

## Життєпис
Вихованець ДЮСШ «Фенікс» з Житомира, де, під керівництвом батька — тренера Анатолія Волинця, займався від 2009 по 2014 роки, після чого переїхав до Дніпра, до школи «Дніпро-75».
Почав виступи в професійному футболі з друголігового «Дніпра». Від сезону 2018-19 років виступає за команду U-19 спортивного клубу «Дніпро-1».
У 2022 році підписав контракт з першоліговим клубом «Полісся», з яким у 2023 році став чемпіоном Першої ліги[джерело?].
У 2023 році перейшов до друголігового клубу «Звягель», з яким у 2024 році вийшов до Першої ліги чемпіонату України[джерело?].
Провів 6 матчів у складі юнацької збірної України (U-16).
Провів 3 матчи у складі юнацької збірної України (U-18). Переможець турніру кубку Вацлава Єжека у 2019 році. Відзначився переможним голом у півфіналі[джерело?].